# Estadio Městský (Ústí nad Labem)
Es un estadio de usos múltiples en Ústí nad Labem, República Checa. Se utiliza principalmente para partidos de fútbol y juega de local el Fotbalový Klub Ústí nad Labem. El estadio tiene una capacidad de 3.000 personas (555 sentadas). Cuando los Ústí fueron promovidos a la liga Gambrinus en 2010, se determinó que el estadio no cumplía con los criterios de la liga requeridos por la asociación de fútbol, por lo tanto, los partidos Gambrinus liga 2010-2011 de FK Ústí nad Labem se jugaron en Na Stínadlech. En este tiempo, se mejoró el terreno para que estuviera disponible en la próxima temporada, aunque posteriormente el club fue relegado.